# Theodor Kaluza
Theodor Franz Eduard Kaluza, né le 9 novembre 1885 à Wilhelmsthal (auj. Kobyla), district de Ratibor, et mort le 19 janvier 1954 à Göttingen, est un physicien et mathématicien allemand.
Il est connu pour avoir été l'un des premiers physiciens à imaginer une théorie avec des dimensions supplémentaires dans l'univers. Son nom est souvent évoqué en introduction à la théorie des cordes.

## Parcours scientifique
Kaluza est issu d'une famille de catholiques allemands de Haute-Silésie. Il grandit à Kœnigsberg en Prusse Orientale, où son père enseignait l'histoire de la littérature anglaise. Il étudia les mathématiques, la physique et l'astronomie à l’Albertina, en sortit diplômé le 17 août 1907 avec une thèse portant sur « La transformation de Tschirnhaus des équations algébriques à une seule inconnue » (Die Tschirnhaustransformation algebraischer Gleichungen mit einer Unbekannten). Il soutint sa thèse d’habilitation en 1909 et put exercer comme privat-docent. Il devait attendre encore 20 ans avant qu'une chaire lui soit attribuée : finalement, c'est l’université de Kiel qui s'associa cet éminent chercheur en 1929. Puis en 1935 il est appelé à l’université de Göttingen, la plus prestigieuse d'Allemagne à l'époque : il y enseignera et y effectuera ses recherches jusqu'à l'attribution du titre de professeur émérite.
Kaluza est d'abord passé à la postérité pour sa formulation d'une théorie unifiée des champs censée unifier sur le plan théorique la gravitation universelle et l’électrodynamique de Maxwell. Il adjoignit pour cela à l'espace-temps de la théorie de la relativité une cinquième dimension qui rendait intégrables les équations de Maxwell. Lorsqu'il découvrit cette idée, Einstein, fort impressionné, écrivit à Kaluza :
« J'ai le plus grand respect pour la beauté et la finesse de votre conception. »
Sur recommandation d'Einstein, ce travail parut en 1921 dans les Comptes rendus de l'Académie des sciences de Prusse. Mais le succès croissant de la toute nouvelle mécanique quantique relégua peu à peu au second plan ce programme, et Einstein reconnut, quoiqu'avec prudence :
« On ne peut encore dire pour l'instant si l'idée de Kaluza sera validée, mais il faut lui reconnaître du génie. »

## Personnalité
Kaluza était un polyglotte et un érudit à bien des égards (il parlait ou écrivait quelque 17 langues, dont l’arabe, l’hébreu, le lituanien, le hongrois etc.). C'était en outre un homme d'une personnalité peu ordinaire : par mépris pour l’idéologie nazie, il refusa de faire le salut hitlérien, ce qui compliqua son recrutement à l'université de Göttingen, qui put être arraché grâce à la protection de son collègue Helmut Hasse de Göttingen. On rapporte de curieuses choses sur sa vie privée : incapable de nager avant l'âge de 30 ans, il aurait appris la natation par des livres et aurait maîtrisé la technique dès la première séance en bassin.
Theodor Kaluza eut un fils homonyme, professeur de mathématiques, Theodor Kaluza (né en 1910).